# Mood Ring (Britney Spears)
Mood Ring (noto anche come Mood Ring (By Demand)) è un singolo della cantante statunitense Britney Spears, pubblicato il 10 luglio 2020 come terzo estratto dal nono album in studio Glory.

## Antefatti
Mood Ring è stata scritta nel febbraio 2015 da Jon Asher e Melanie Fontana con il titolo iniziale di Mood Swings; il duo l'aveva adattata su una traccia strumentale che è stata utilizzata per Waterbe, un brano presente nel primo EP dei Chainsmokers, Bouquet (2015). Originariamente era stata scritta come una potenziale collaborazione tra la cantante e il gruppo, che però ha rifiutato definendola come «troppo femminile». Tuttavia, hanno chiesto sia ad Asher che a Fontana di comporre per loro una versione più maschile della canzone, ovvero Setting Fires, inclusa nel secondo EP del gruppo, Collage (2016). Dopo il rifiuto, sia Asher che Fontana hanno provato a contattare diversi produttori con una versione acapella della canzone per tre mesi, ma senza risultati. I due hanno inviato il brano al produttore Mustard, che alla fine ha creato una demo in due giorni. Quest'ultima è stata registrata da Fontana.
In seguito alla rielaborazione della canzone con Mustard, i due scrittori sono stati informati che Spears aveva preso in considerazione la canzone con Omar Grant e il team di Roc Nation all'inizio di aprile 2015. Spears alla fine ha registrato Mood Ring a giugno 2015 come una delle prime tracce registrate per l'imminente album di inediti della cantante. 
Britney ha affermato che è una delle sue canzoni preferite da Glory, descrivendolo ulteriormente come «ritmata e sexy».
Originariamente incluso come traccia bonus per l'edizione giapponese dell'album il 14 settembre 2016, Mood Ring è stato successivamente inserito nella ristampa di Glory del 2020 come tredicesima traccia. Alla fine fu annunciato come terzo singolo dell'album il 29 maggio 2020 dalla RCA Records, segnando la prima uscita di un singolo in quasi quattro anni dopo Slumber Party nel novembre 2016. Circa un mese dopo, il 26 giugno 2020, vengono messi in commercio ufficialmente due remix ufficiali per la canzone.

## Tracce
1. Mood Ring – 3:49 (Dijon McFarlane, Nicholas Audino, Te Whiti Warbrick, Lewis Hughes, Jon Asher, Melanie Fontana)

Download digitale e streaming – Remixes
1. Mood Ring (Pride Remix) – 3:12
2. Mood Ring (Ape Drums Remix) – 3:38

## Formazione
Crediti adattati dal sito ASCAP.
Musicisti
- Britney Spears – voce, cori
- Melanie Fontana – cori
- Jon Asher – cori

Produzione
- Mustard – produzione
- Lewis Hughes – produzione aggiuntiva
- Nicholas Audino – produzione aggiuntiva
- Jon Asher – produzione vocale
- Twice As Nice – produzione aggiuntiva
- Julian Brindle – ingegneria del suono
- Jaycen Joshua – missaggio
- Maddox Chhim – assistenza all'ingegneria del suono
- Dave Nakaji – assistenza all'ingegneria del suono